# 楊鏗 (播州)
楊鏗（1352年—1399年），第21任播州土司，活躍於元末明初。其名字在《明實錄》廣本誤作「楊堅」、嘉本誤作「楊鑑」。

## 生平
楊鏗是沿邊溪動招討使楊嘉誠之子。楊嘉誠之父楊如祖是楊邦憲之子，也是楊漢英之弟。第20代土司楊元鼎死後，因無嗣，楊鏗繼位為播州土司，被朝廷授予的播州宣慰使之職。
洪武五年，明軍平定四川，遣使至播州招諭。播州宣慰使楊鏗、同知羅琛、播州總管何嬰、蠻夷總管鄭瑚等人前往明朝朝貢方物，同時繳納元朝授予的金牌、銀印、銅印、宣敕詔。朱元璋賜予楊鏗等人綺帛衣服，仍以其地置播州宣慰使司，由楊鏗、羅琛等人承襲舊職；改總管為長官司，以何嬰等人為長官司長官。洪武七年，楊鏗再次去朝見，獲賜綺帛各五匹。翌年，遣其弟楊錡赴明朝貢馬。洪武九年，楊鏗率領屬下張坤、趙簡再次進貢馬匹，獲得賞賜甚厚。回播州時，又被賜予綺帛各四十匹（一說為十四匹）。洪武十二年，遣鎮撫謝德名奉表進貢馬匹。洪武十四年，明朝大軍南征，朱元璋遣使至播州，要求楊鏗帶領三千匹馬、二萬名酋兵擔任先鋒，以表示忠誠。洪武十五年，在播州沙溪建造城池，以官兵一千人、土兵二千人戍守，改播州宣慰司隸屬於貴州。洪武十七年，楊鏗之子楊震卒於京，其靈柩被送回播州。同年，派遣其姪楊彛貢馬，獲賜綺帛鈔錠。洪武二十年，朱元璋徵召楊鏗入朝，楊鏗貢馬十匹，朱元璋諭以守土保身之意，賜鈔五百錠。翌年，又遣弟孟仁等貢馬。楊鏗與其所屬宣撫司官各遣子入朝，要求進入太學學習，朱元璋命令國子監官員好好訓導他們。洪武二十二年，詔思州宣慰使田琛、播州宣慰使楊鏗，自今凡有朝命至即行之，每季則遣人奏知。洪武二十三年，遣其弟楊張（一作楊章）貢馬。洪武二十四年，遣同知羅欽貢馬及方物，獲賜鈔錠。洪武二十五年，楊鏗赴明進貢馬匹，獲賜白金三百兩、錦綺各十匹、鈔五十錠，長官舍人而下五十六人鈔有差。洪武二十六年正月，再次遣使貢馬。同年九月，遣從兄杰進貢馬匹。十二月再次進貢馬匹。洪武二十八年，遣其弟楊瑾（一作楊理）等人貢馬，獲賜綺鈔。洪武二十九年，遣其弟恕祥等人朝貢馬，獲賜文綺鈔錠。
建文元年（1399年），楊鏗携其子楊昇入朝，回播州途中在武昌無疾而終，時年四十七歲。楊昇扶柩回到播州，翌年將其葬於洪江原庄园。2013年6月22日，考古隊發掘楊鏗夫婦墓，發現時該墓已經被盜嚴重。
楊鏗在任期間播州社會安定，經濟也得到發展。他與蜀王朱椿、岷王朱楩都維持著友誼，統帥過播州的湯和、傅友德、沐英、陳恒、藍玉、唐勝宗等明軍將領也對他評價很高。宋濂受楊鏗的委托寫下《楊氏家傳》，敘述歷代播州土司的事跡。